# Hypsipetes madagascariensis

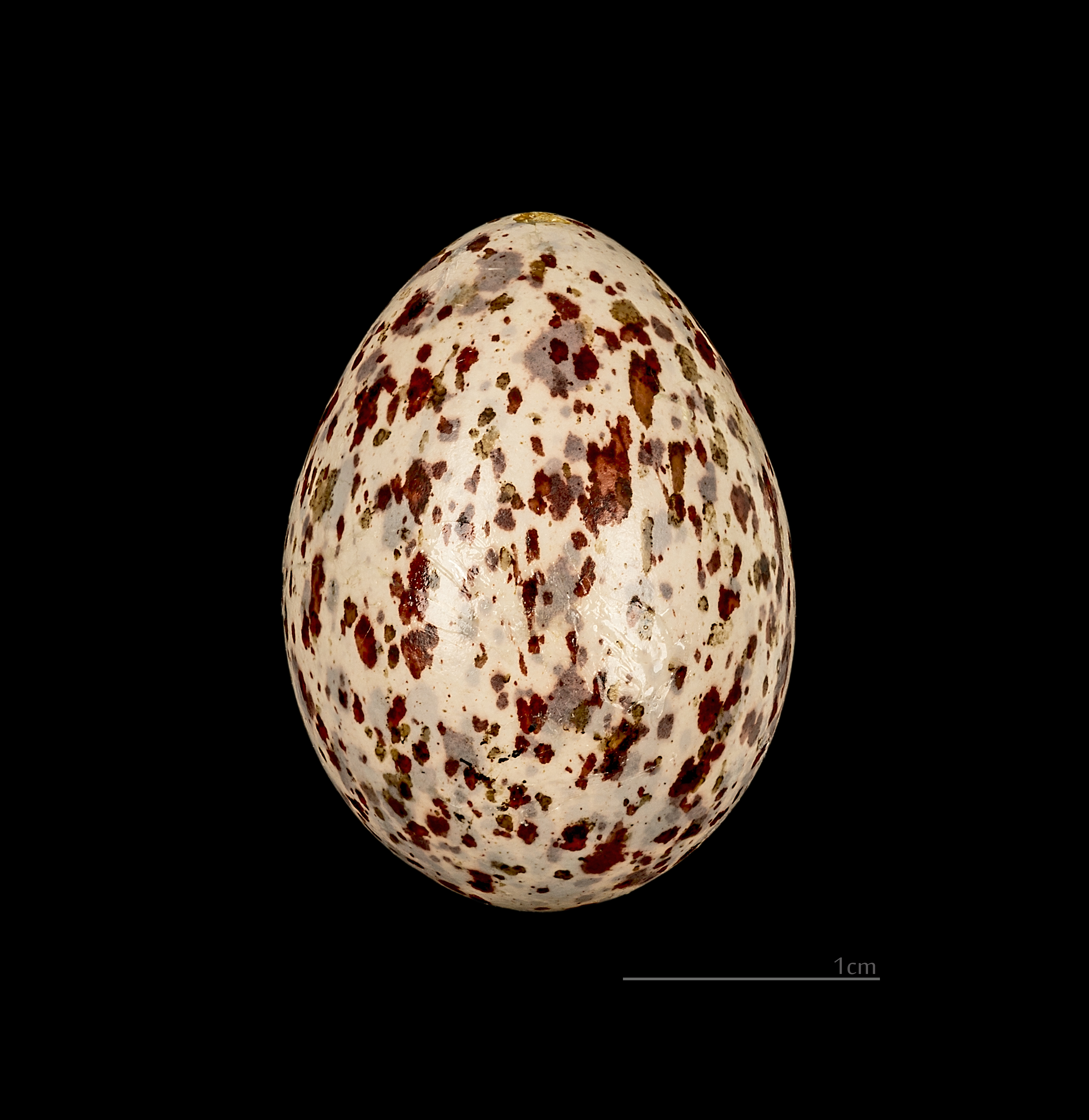
Uovo di Hypsipetes madagascariensis

Il bulbul del Madagascar (Hypsipetes madagascariensis (Statius Müller, 1776)) è un uccello passeriforme della famiglia Pycnonotidae.

## Distribuzione e habitat
La specie è diffusa in Madagascar e nelle isole Comore, Mayotte e Seychelles.

## Tassonomia
Sono note 3 sottospecie:
- H. madagascariensis madagascariensis  (Statius Müller, 1776) - diffusa in Madagascar e nelle isole Comore
- H. madagascariensis grotei  (Friedmann, 1929) - endemica delle Isole Gloriose
- H. madagascariensis rostratus  (Ridgway, 1893) - endemica di Aldabra (Seychelles)